# Euplexia chlorogrammata
Euplexia chlorogrammata är en fjärilsart som beskrevs av George Francis Hampson 1902. Euplexia chlorogrammata ingår i släktet Euplexia och familjen nattflyn. Inga underarter finns listade i Catalogue of Life.